# Pologne au Concours Eurovision de la chanson
La Pologne participe au Concours Eurovision de la chanson, depuis sa trente-neuvième édition, en 1994, et ne l’a encore jamais remporté.

## Participation
Le pays participe donc depuis 1994 et a manqué plusieurs éditions du concours. 
En 2000 et 2002, la Pologne fut reléguée à la suite des résultats obtenus les années précédentes. En 2012, le pays se retira pour des motifs financiers, devant assurer cette année-là l'organisation du Championnat d'Europe de football. En 2013, le pays décida à nouveau de ne pas concourir.
Depuis l'instauration des demi-finales, en 2004, la Pologne a participé à huit finales du concours : en 2004, 2008, 2014, 2015, 2016, 2017, 2022 et 2023.

## Résultats
La Pologne n'a encore jamais remporté le concours. 
Le meilleur classement du pays en finale demeure jusqu'à présent la deuxième place d'Edyta Górniak en 1994.
La Pologne a terminé à une reprise à la dernière place, en demi-finale en 2011. Elle n'a jamais obtenu de nul point.

## Pays hôte
La Pologne n'a encore jamais organisé le concours.

## Faits notables
En 1994, un incident se produisit lors de la dernière répétition générale : la représentante polonaise, Edyta Górniak, interpréta sa chanson en anglais. Or cette répétition était celle montrée aux jurys nationaux, celle qui leur permettait d’établir leurs notations. Six pays introduisirent une plainte officielle auprès de l’UER et demandèrent la disqualification immédiate de la Pologne. Cependant, pour que pareille demande aboutisse, il fallait qu’elle soit signée par treize pays. La plainte fut donc classée sans suite par l’UER.
En 2003, les représentants polonais, le groupe Ich Troje, tentèrent de représenter deux pays à la fois et s'inscrivirent aux sélections nationales polonaise et allemande. Ils remportèrent la première mais ne terminèrent que sixième à la seconde.
Justyna Steczkowska détient le record du plus long intervalle entre deux participations : 30 ans. En effet, elle a participé aux éditions 1995 et 2025 du concours. 

## Représentants
| Édition                  | Année | Artiste(s)                 | Chanson                        | Langue(s)                                    | Traduction française          | Finale                                                 | Finale                                                 | Demi-finale                                            | Demi-finale                                            |
| Édition                  | Année | Artiste(s)                 | Chanson                        | Langue(s)                                    | Traduction française          | Place                                                  | Points                                                 | Place                                                  | Points                                                 |
| ------------------------ | ----- | -------------------------- | ------------------------------ | -------------------------------------------- | ----------------------------- | ------------------------------------------------------ | ------------------------------------------------------ | ------------------------------------------------------ | ------------------------------------------------------ |
| 39e                      | 1994  | Edyta Górniak              | To nie ja!                     | Polonais                                     | Ce n'est pas moi !            | 02                                                     | 166                                                    |                                                        |                                                        |
| 40e                      | 1995  | Justyna Steczkowska        | Sama                           | Polonais                                     | Seule                         | 18                                                     | 15                                                     |                                                        |                                                        |
| 41e                      | 1996  | Kasia Kowalska             | Chcę znać swój grzech...       | Polonais                                     | Je veux connaître mon péché   | 15                                                     | 31                                                     |                                                        |                                                        |
| 42e                      | 1997  | Anna Maria Jopek           | Ale jestem                     | Polonais                                     | Mais j'existe                 | 11                                                     | 54                                                     |                                                        |                                                        |
| 43e                      | 1998  | Sixteen                    | To takie proste                | Polonais                                     | C'est facile                  | 17                                                     | 19                                                     |                                                        |                                                        |
| 44e                      | 1999  | Mietek Szcześniak          | Przytul mnie mocno             | Polonais                                     | Serre-moi fort                | 18                                                     | 17                                                     |                                                        |                                                        |
| 45e                      | 2000  | Relégation en 2000.        | Relégation en 2000.            | Relégation en 2000.                          | Relégation en 2000.           | Relégation en 2000.                                    | Relégation en 2000.                                    |                                                        |                                                        |
| 46e                      | 2001  | Piasek                     | 2 Long                         | Anglais                                      | Trop longtemps                | 20                                                     | 11                                                     |                                                        |                                                        |
| 47e                      | 2002  | Relégation en 2002.        | Relégation en 2002.            | Relégation en 2002.                          | Relégation en 2002.           | Relégation en 2002.                                    | Relégation en 2002.                                    |                                                        |                                                        |
| 48e                      | 2003  | Ich Troje                  | Keine Grenzen - Żadnych granic | Allemand, polonais, russe                    | Pas de frontières             | 07                                                     | 90                                                     |                                                        |                                                        |
| 49e                      | 2004  | Blue Café                  | Love Song                      | Anglais, espagnol                            | Chanson d'amour               | 17                                                     | 27                                                     |                                                        |                                                        |
| 50e                      | 2005  | Ivan & Delfin              | Czarna dziewczyna              | Polonais, russe                              | La fille aux cheveux noirs    |                                                        |                                                        | 11                                                     | 81                                                     |
| 51e                      | 2006  | Ich Troje feat. Real McCoy | Follow My Heart                | Anglais, polonais, allemand, russe, espagnol | Suivre mon cœur               |                                                        |                                                        | 11                                                     | 70                                                     |
| 52e                      | 2007  | The Jet Set                | Time to Party                  | Anglais                                      | Il est temps de faire la fête |                                                        |                                                        | 14                                                     | 75                                                     |
| 53e                      | 2008  | Isis Gee                   | For Life                       | Anglais                                      | Pour la vie                   | 24                                                     | 14                                                     | 10                                                     | 42                                                     |
| 54e                      | 2009  | Lidia Kopania              | I Don't Wanna Leave            | Anglais                                      | Je ne veux pas partir         |                                                        |                                                        | 12                                                     | 43                                                     |
| 55e                      | 2010  | Marcin Mroziński           | Legenda                        | Anglais, polonais                            | Légende                       |                                                        |                                                        | 13                                                     | 44                                                     |
| 56e                      | 2011  | Magdalena Tul              | Jestem                         | Polonais                                     | J'existe                      |                                                        |                                                        | 19                                                     | 18                                                     |
| Retrait en 2012 et 2013. |       |                            |                                |                                              |                               |                                                        |                                                        |                                                        |                                                        |
| 59e                      | 2014  | Donatan et Cleo            | My Słowianie                   | Polonais, anglais                            | Nous, les slaves              | 14                                                     | 62                                                     | 08                                                     | 70                                                     |
| 60e                      | 2015  | Monika Kuszyńska           | In the Name of Love            | Anglais                                      | Au nom de l'amour             | 23                                                     | 10                                                     | 08                                                     | 57                                                     |
| 61e                      | 2016  | Michał Szpak               | Color of Your Life             | Anglais                                      | Couleur de ta vie             | 08                                                     | 229                                                    | 06                                                     | 151                                                    |
| 62e                      | 2017  | Kasia Moś                  | Flashlight                     | Anglais                                      | Lampe torche                  | 22                                                     | 64                                                     | 09                                                     | 119                                                    |
| 63e                      | 2018  | Gromee feat. Lukas Meijer  | Light Me Up                    | Anglais                                      | Illumine-moi                  |                                                        |                                                        | 14                                                     | 81                                                     |
| 64e                      | 2019  | Tulia                      | Pali się (Fire of Love)        | Polonais, anglais                            | Ça brûle (Feu d'amour)        |                                                        |                                                        | 11                                                     | 120                                                    |
| 65e                      | 2020  | Alicja                     | Empires                        | Anglais                                      | -                             | Concours annulé à la suite de la pandémie de COVID-19. | Concours annulé à la suite de la pandémie de COVID-19. | Concours annulé à la suite de la pandémie de COVID-19. | Concours annulé à la suite de la pandémie de COVID-19. |
| 65e                      | 2021  | RAFAŁ                      | The Ride                       | Anglais                                      | La course                     |                                                        |                                                        | 14                                                     | 35                                                     |
| 66e                      | 2022  | Ochman                     | River                          | Anglais                                      | Rivière                       | 12                                                     | 151                                                    | 06                                                     | 198                                                    |
| 67e                      | 2023  | Blanka                     | Solo                           | Anglais                                      | -                             | 19                                                     | 93                                                     | 03                                                     | 124                                                    |
| 68e                      | 2024  | LUNA                       | The Tower                      | Anglais                                      | La tour                       |                                                        |                                                        | 12                                                     | 35                                                     |
| 68e                      | 2025  | Justyna Steczkowska        | GAJA                           | Polonais, anglais                            | -                             | 14                                                     | 156                                                    | 7                                                      | 85                                                     |

- Première place
- Deuxième place
- Troisième place
- Dernière place

 Qualification automatique en finale
 Élimination en demi-finale

## Galerie

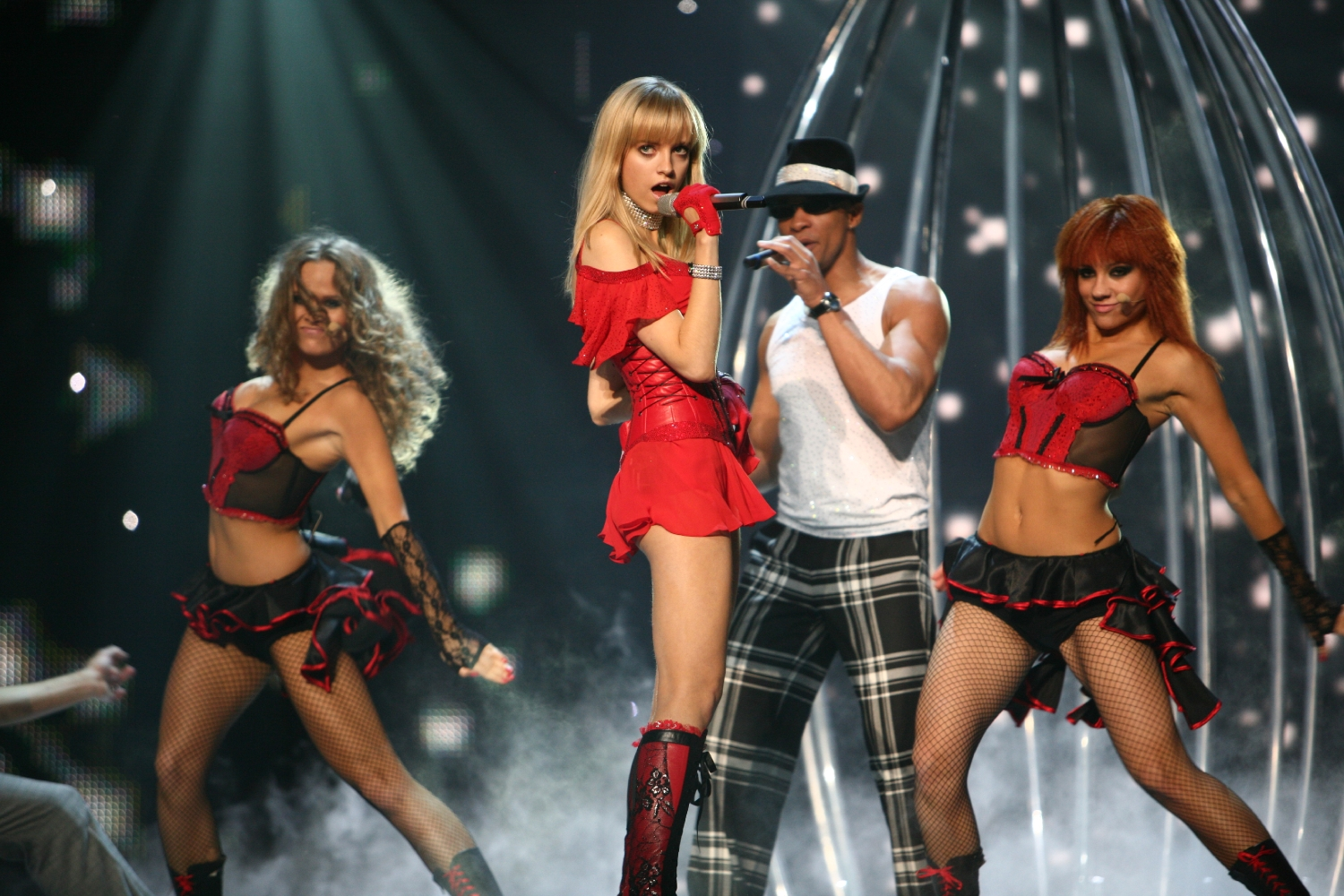
The Jet Set à Helsinki (2007)
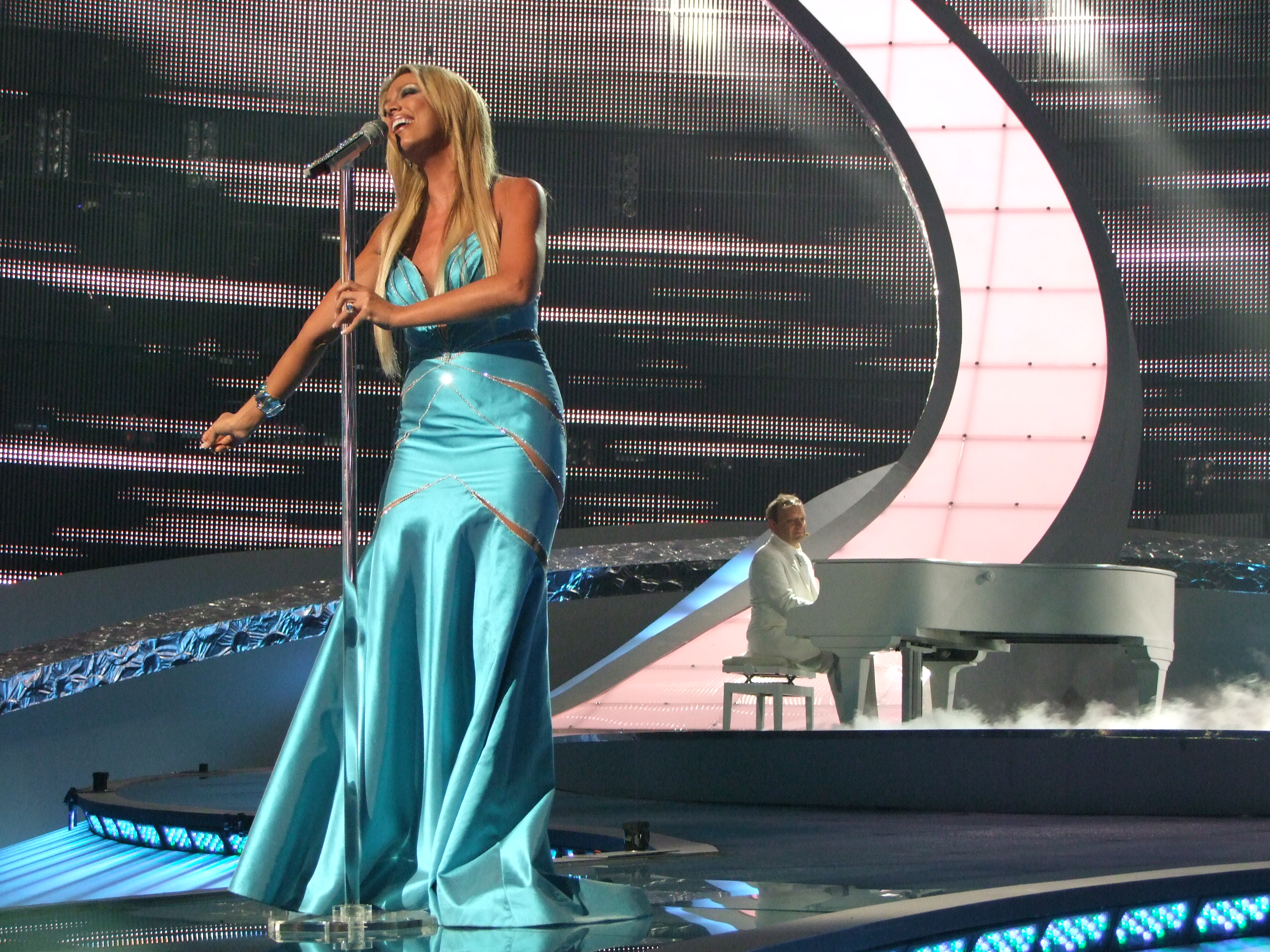
Isis Gee à Belgrade (2008)
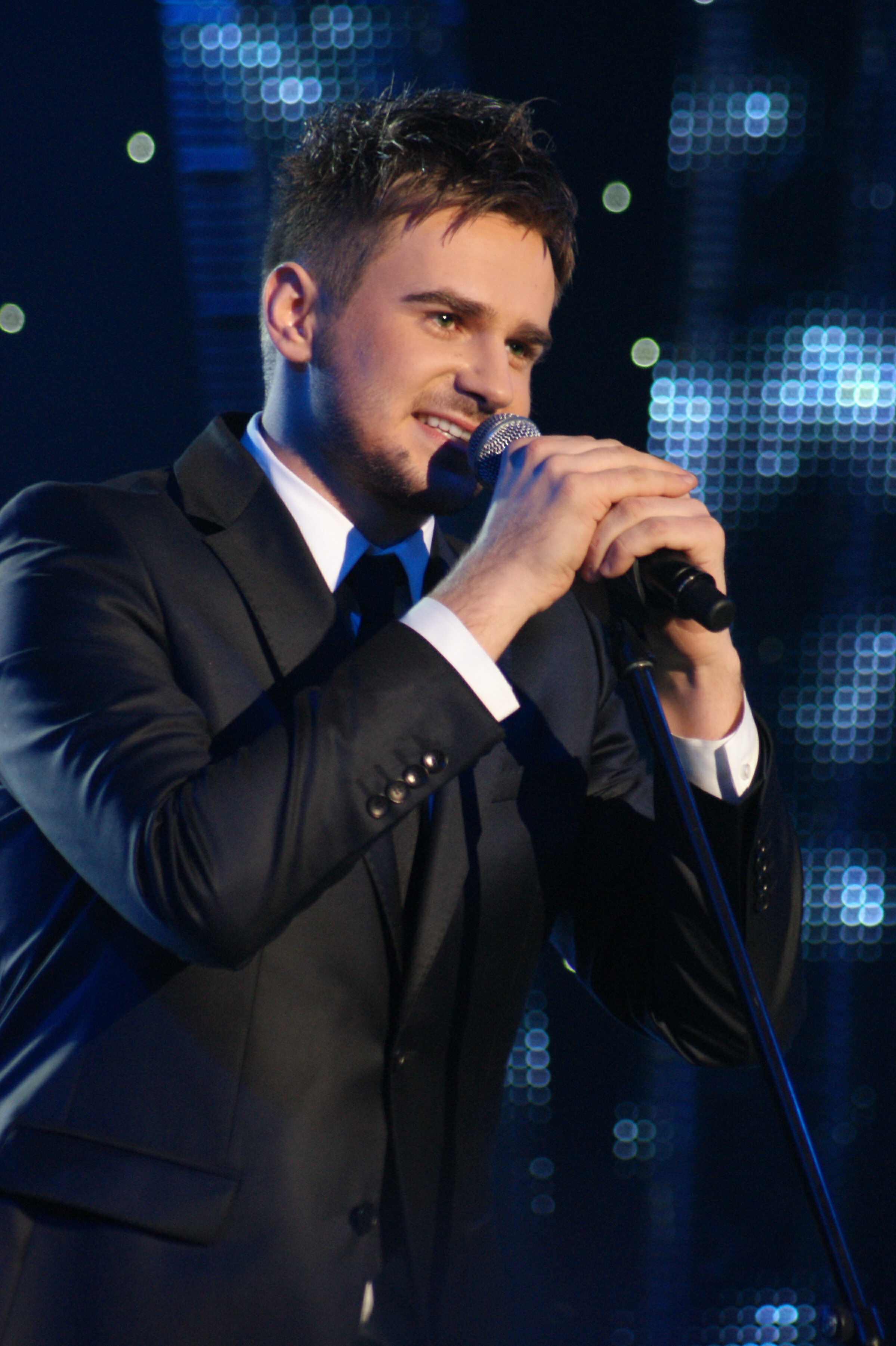
Marcin Mroziński à Oslo (2010)
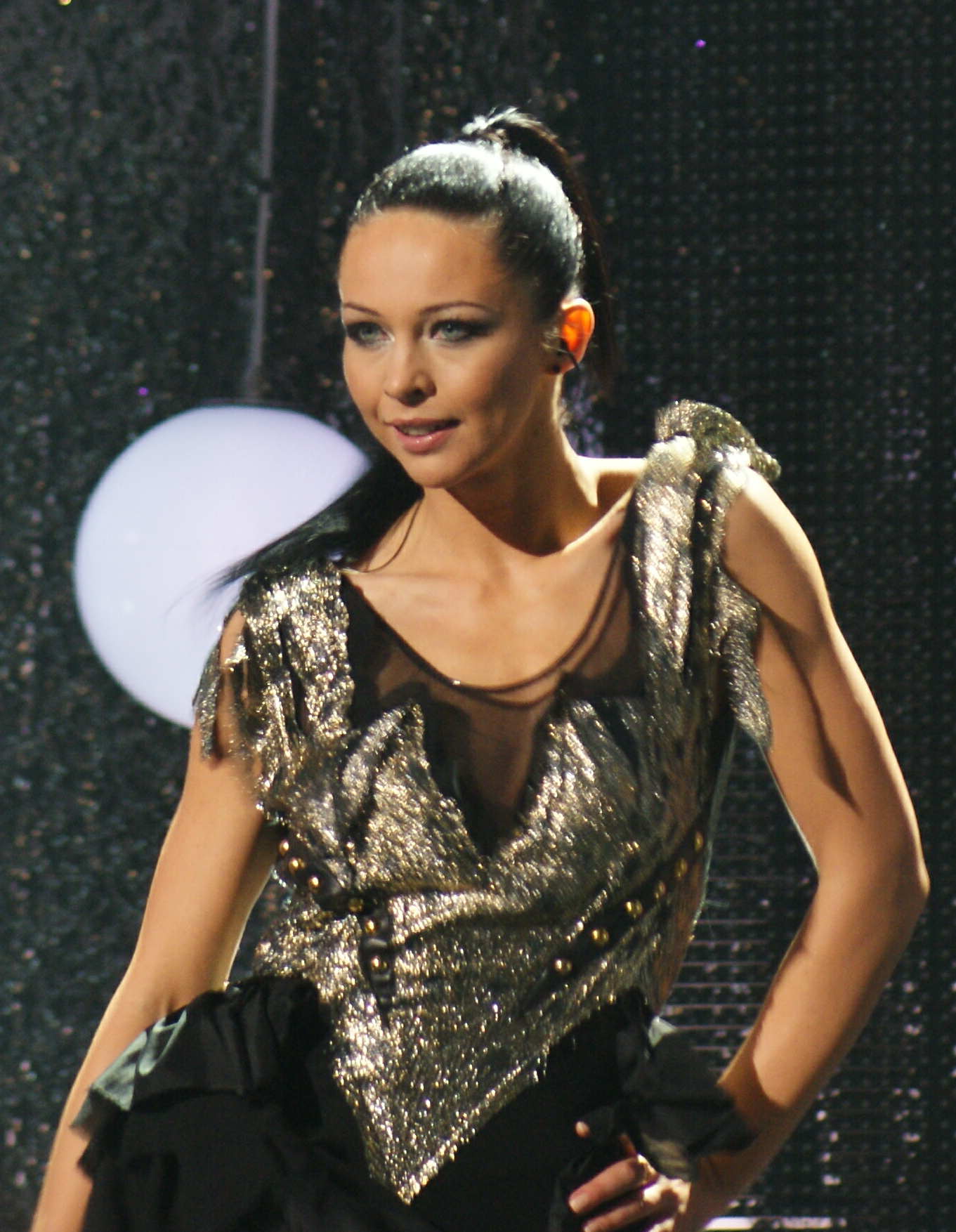
Magdalena Tul à Düsseldorf (2011)
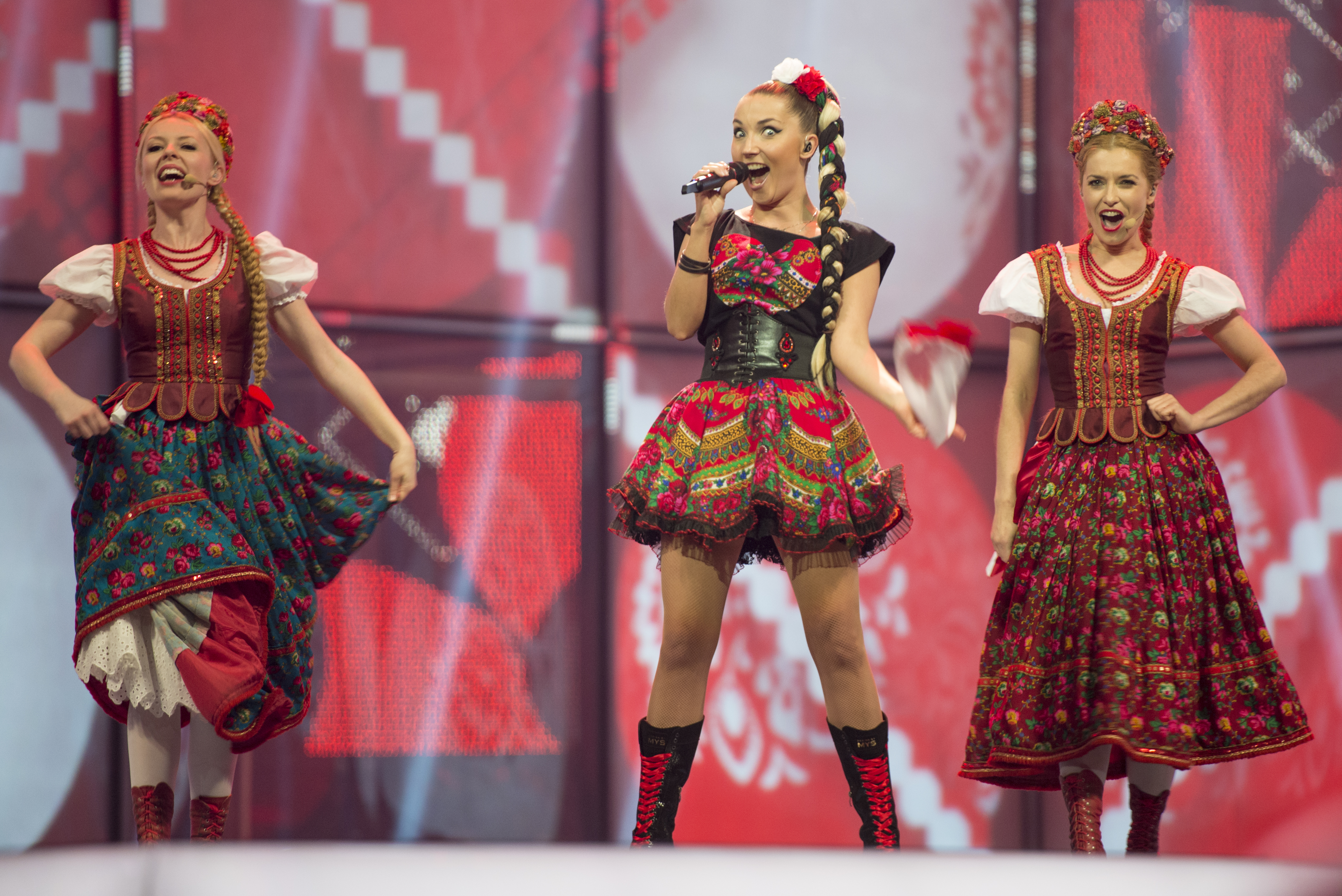
Donatan et Cleo à Copenhague (2014)
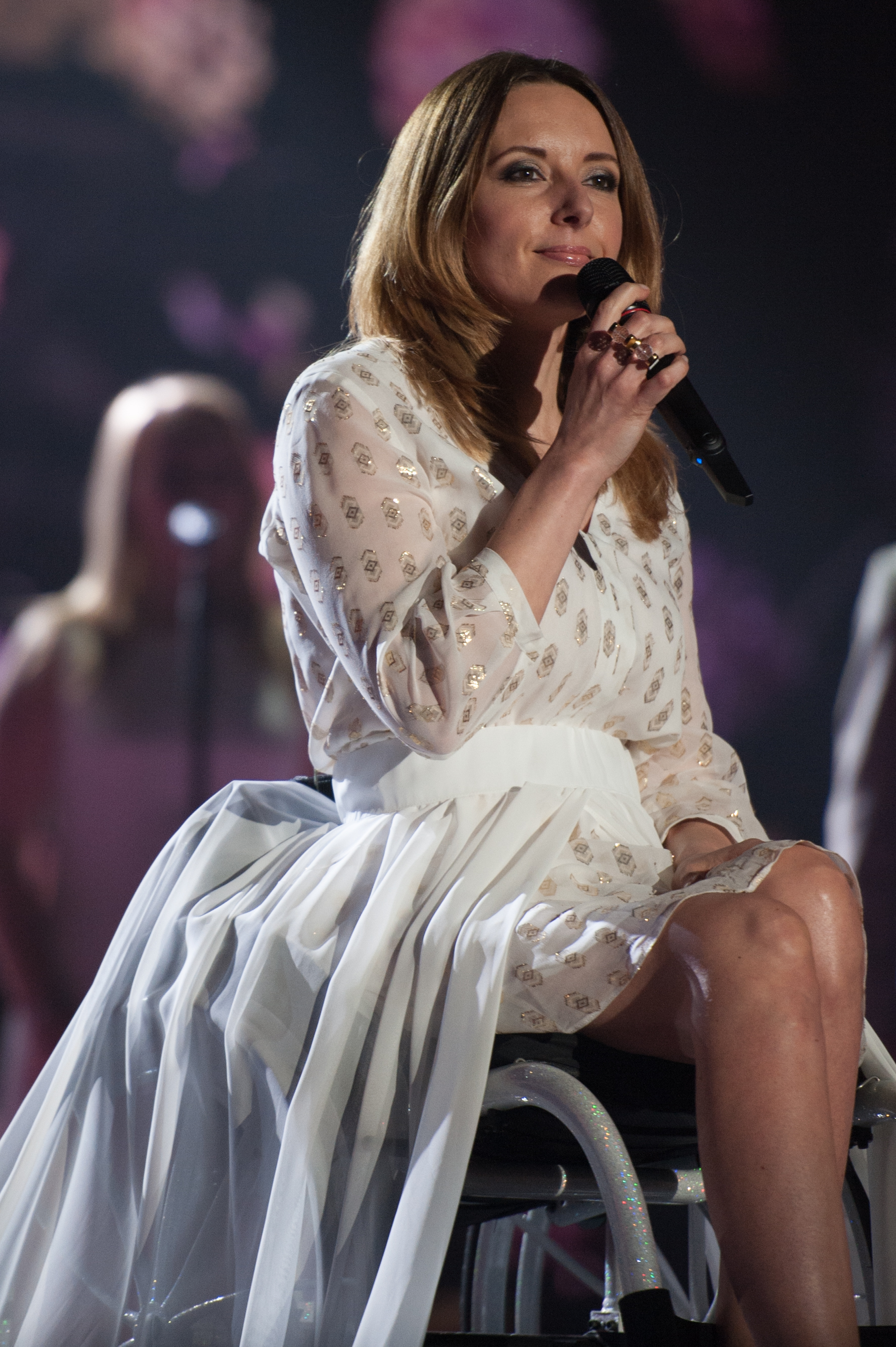
Monika Kuszyńska à Vienne (2015)
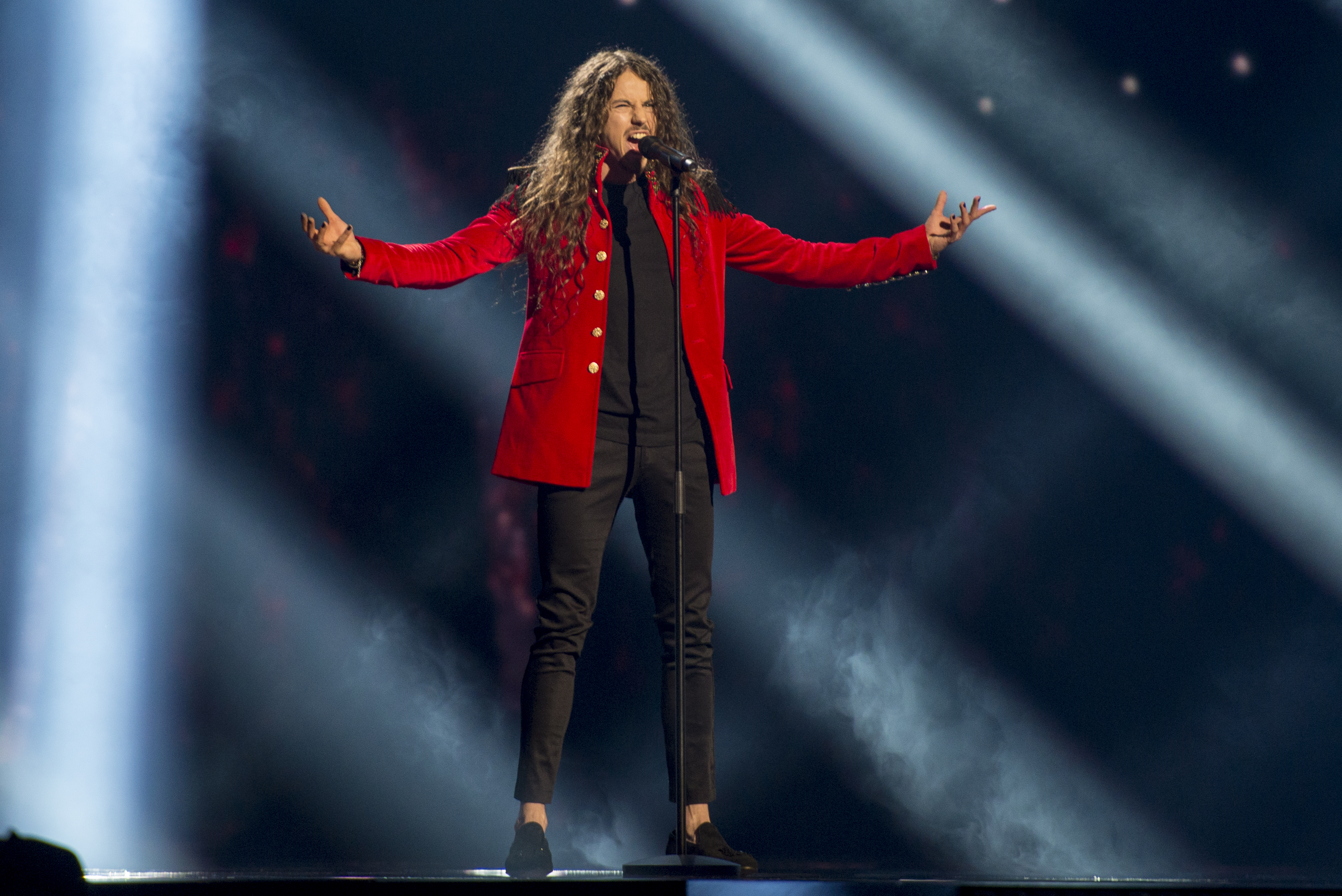
Michał Szpak à Stockholm (2016)
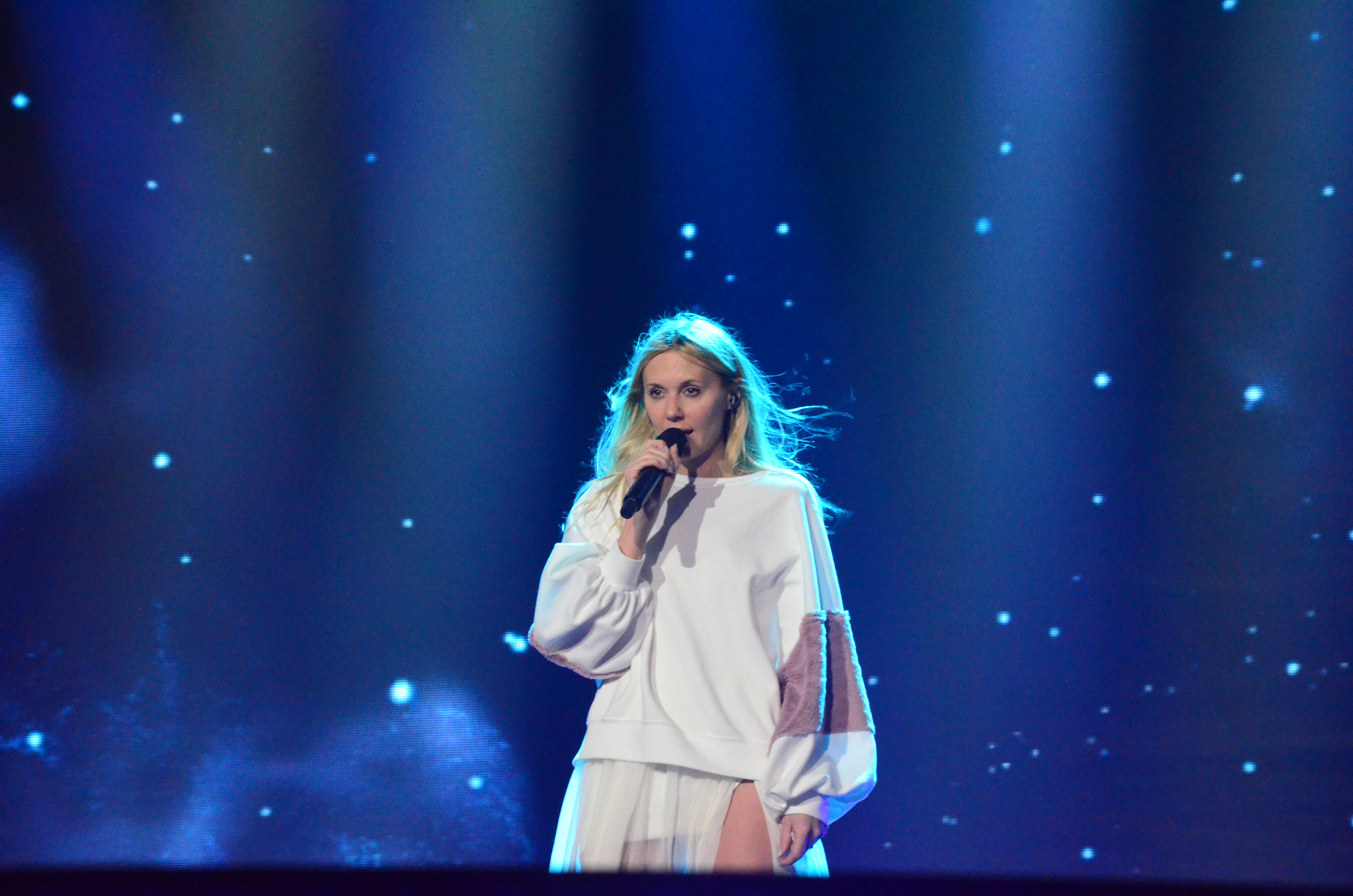
Kasia Moś à Kiev (2017)
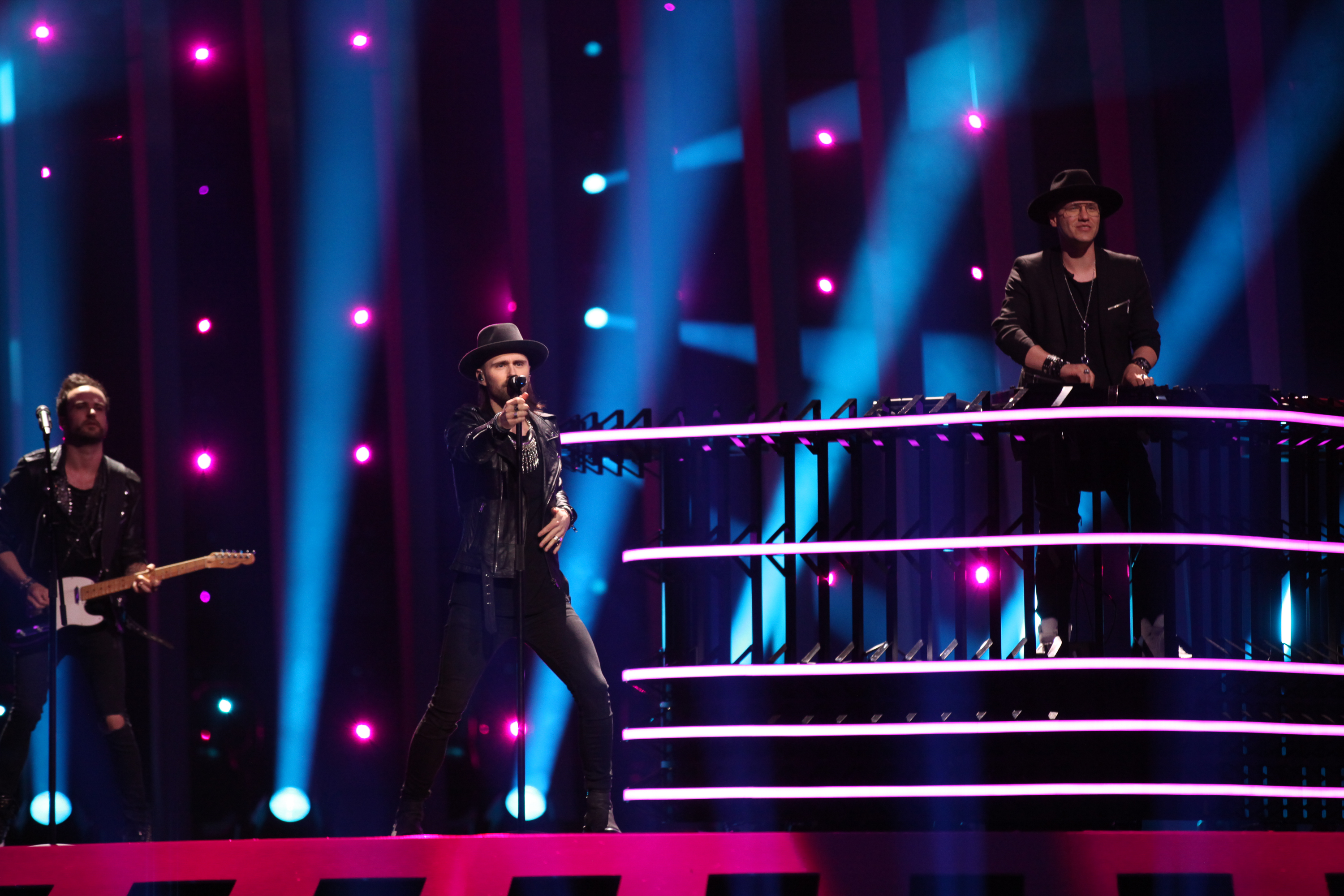
Gromee feat. Lukas Meijer à Lisbonne (2018)
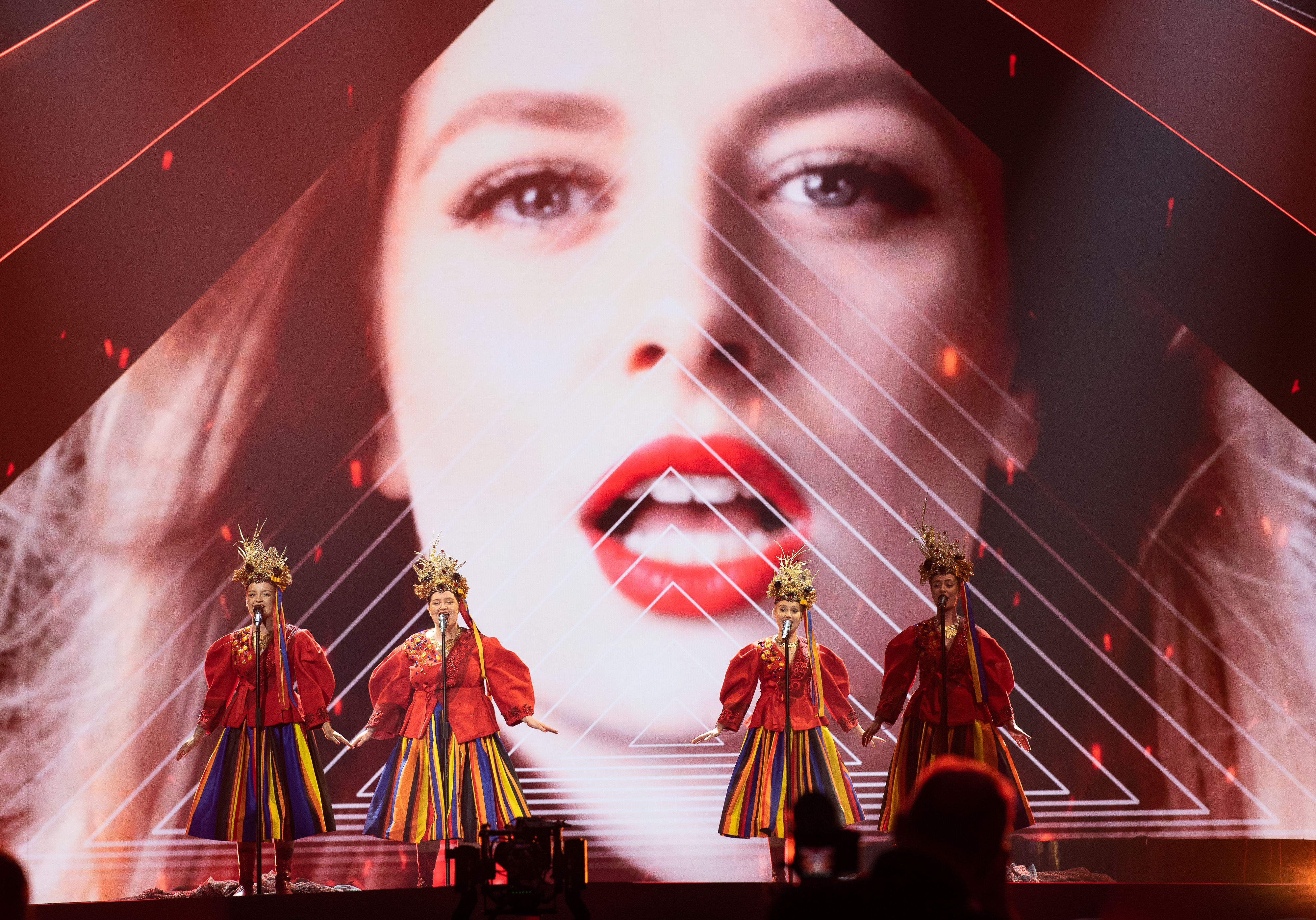
Tulia à Tel Aviv (2019)
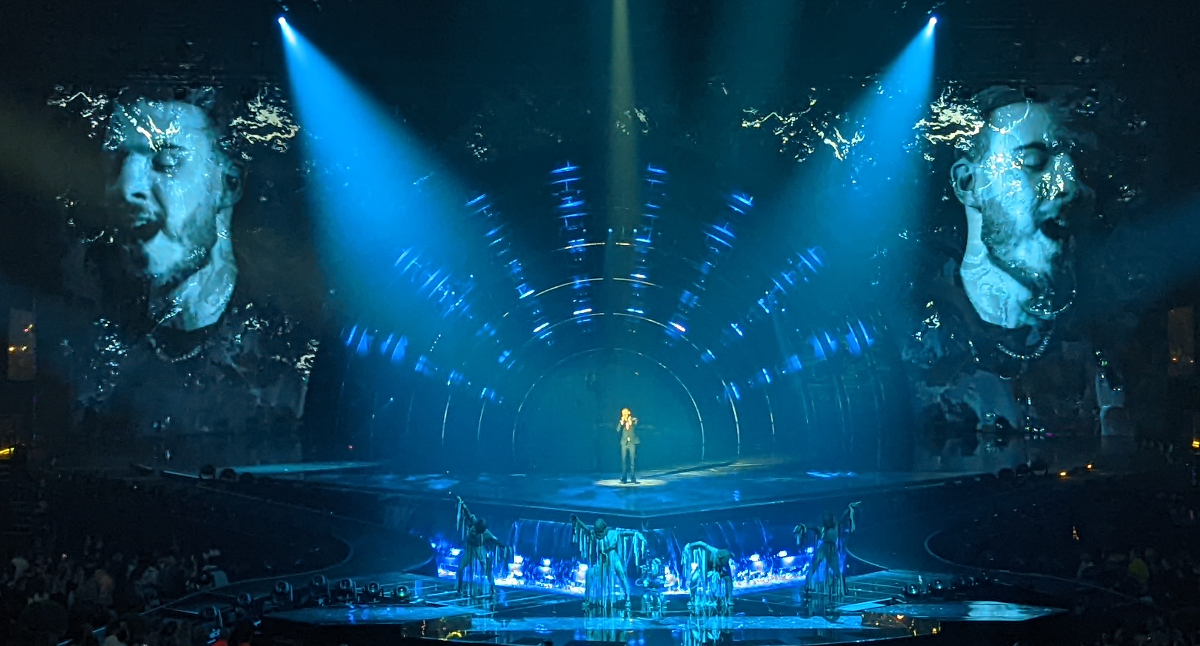
Krystian Ochman à Turin (2022)
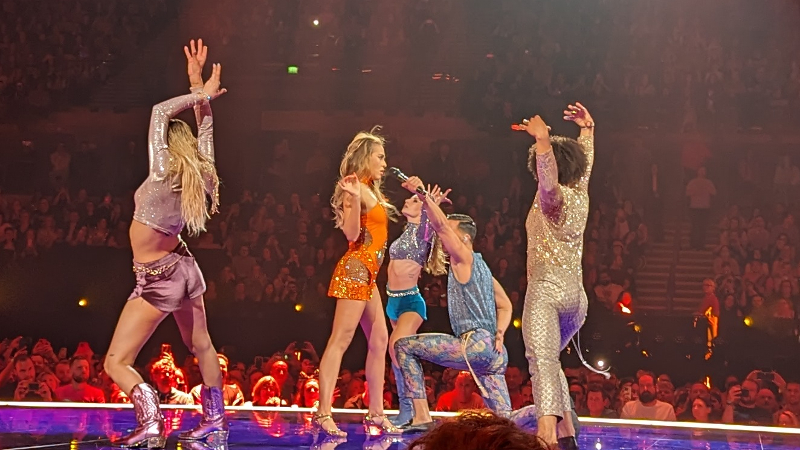
Blanka à Liverpool (2023)
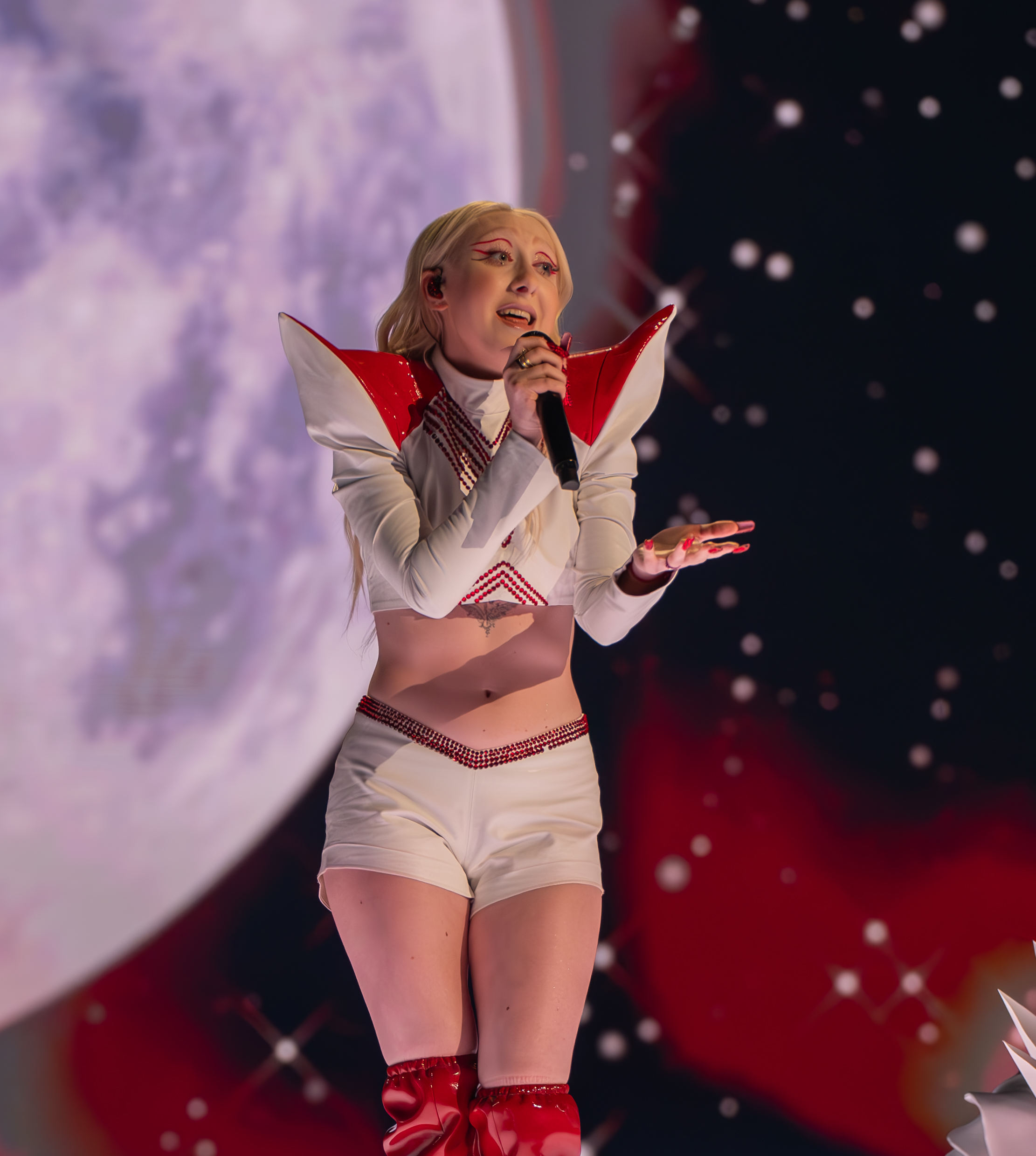
Luna à Malmö (2024)
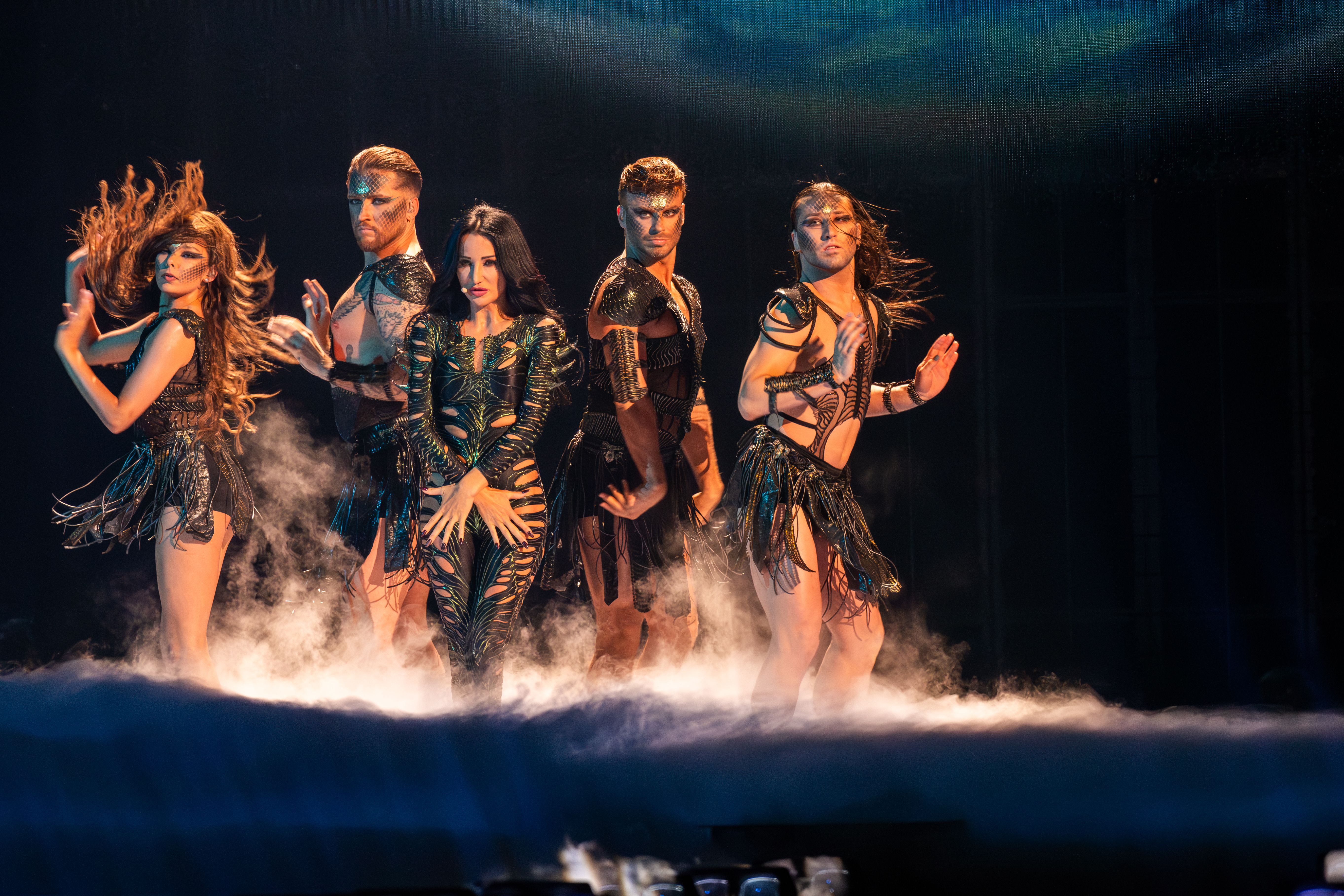
Justyna Steczkowska à Bâle (2025)

## Chefs d'orchestre, commentateurs et porte-paroles
| Année      | Chef d'orchestre     | Commentateur(s) | Porte-parole        |
| ---------- | -------------------- | --------------- | ------------------- |
| 1994       | Noel Kelehan         | Artur Orzech    | Jan Chojnacki       |
| 1995       | Noel Kelehan         | Artur Orzech    | Jan Chojnacki       |
| 1996       | Wiesław Pieregorólka | Dorota Osman    | Jan Chojnacki       |
| 1997       | Krzesimir Dębski     | Artur Orzech    | Jan Chojnacki       |
| 1998       | Wiesław Pieregorólka | Artur Orzech    | Jan Chojnacki       |
| 1999       | -                    | Artur Orzech    | Jan Chojnacki       |
| 2000       | -                    | relégation      | relégation          |
| 2001       | -                    | Artur Orzech    | Maciej Orłoś        |
| 2002       | -                    | relégation      | relégation          |
| 2003       | -                    | Artur Orzech    | Maciej Orłoś        |
| 2004       | -                    | Artur Orzech    | Maciej Orłoś        |
| 2005       | -                    | Artur Orzech    | Maciej Orłoś        |
| 2006       | -                    | Artur Orzech    | Maciej Orłoś        |
| 2007       | -                    | Artur Orzech    | Radosław Brzózka    |
| 2008       | -                    | Artur Orzech    | Radosław Brzózka    |
| 2009       | -                    | Artur Orzech    | Radosław Brzózka    |
| 2010       | -                    | Artur Orzech    | Aleksandra Rosiak   |
| 2011       | -                    | Artur Orzech    | Odeta Moro-Figurska |
| 2012, 2013 | -                    | retrait         | retrait             |
| 2014       | -                    | Artur Orzech    | Paulina Chylewska   |
| 2015       | -                    | Artur Orzech    | Ola Ciupa           |
| 2016       | -                    | Artur Orzech    | Anna Popek          |
| 2017       | -                    | Artur Orzech    | Anna Popek          |
| 2018       | -                    | Artur Orzech    | Mateusz Szymkowiak  |
| 2019       | -                    | Artur Orzech    | Mateusz Szymkowiak  |

## Historique de vote
Depuis 1994, la Pologne a attribué en finale le plus de points à :
| Rang | Pays      | Points |
| ---- | --------- | ------ |
| 1    | Ukraine   | 202    |
| 2    | Suède     | 137    |
| 3    | Norvège   | 96     |
| 4    | Italie    | 81     |
| 5    | Suisse    | 74     |
| 5    | Israël    | 74     |
| 7    | Estonie   | 73     |
| 7    | Allemagne | 73     |
| 9    | Belgique  | 71     |
| 10   | France    | 67     |

Depuis 1994, la Pologne a reçu en finale le plus de points de la part de :
| Rang | Pays        | Points |
| ---- | ----------- | ------ |
| 1    | Allemagne   | 89     |
| 2    | Royaume-Uni | 76     |
| 3    | Irlande     | 67     |
| 4    | Ukraine     | 61     |
| 5    | France      | 59     |
| 6    | Autriche    | 57     |
| 7    | Islande     | 54     |
| 8    | Norvège     | 53     |
| 9    | Belgique    | 46     |
| 10   | Lituanie    | 43     |

### 12 Points
Légende
 Vainqueur - La Pologne a donné 12 points à la chanson victorieuse / La Pologne a reçu 12 points et a gagné le concours
 2e place - La Pologne a donné 12 points à la chanson arrivée à la seconde place / La Pologne a reçu 12 points et est arrivée deuxième
 3e place - La Pologne a donné 12 points à la chanson arrivée à la troisième place / La Pologne a reçu 12 points et est arrivée troisième
 Qualifiée - La Pologne a donné 12 points à une chanson parvenue à se qualifier pour la finale / La Pologne a reçu 12 points et s'est qualifiée pour la finale
 Non-qualifiée - La Pologne a donné 12 points à une chanson éliminée durant les demi-finales / La Pologne a reçu 12 points mais n'est pas parvenue à se qualifier pour la finale
| Année         | Attribués   | Attribués            | Reçus                                        | Reçus                      |
| Année         | Finale      | Demi-Finale          | Finale                                       | Demi-Finale                |
| 1994          | Hongrie     | Pas de demi-finales  | Autriche Estonie France Lituanie Royaume-Uni | Pas de demi-finales        |
| 1995          | Norvège     | Pas de demi-finales  | Aucun                                        | Pas de demi-finales        |
| 1996          | Irlande     | Pas de demi-finales  | Aucun                                        | Pas de demi-finales        |
| 1997          | France      | Pas de demi-finales  | Aucun                                        | Pas de demi-finales        |
| 1998          | Belgique    | Pas de demi-finales  | Aucun                                        | Pas de demi-finales        |
| 1999          | Allemagne   | Pas de demi-finales  | Aucun                                        | Pas de demi-finales        |
| 2001          | Estonie     | Pas de demi-finales  | Aucun                                        | Pas de demi-finales        |
| 2003          | Belgique    | Pas de demi-finales  | Allemagne                                    | Pas de demi-finales        |
| 2004          | Ukraine     | Pas de vote polonais | Aucun                                        | Pas de vote polonais       |
| 2005          | Ukraine     | Hongrie              | Non qualifiée                                | Aucun                      |
| 2006          | Finlande    | Finlande             | Non qualifiée                                | Aucun                      |
| 2007          | Ukraine     | Lettonie             | Non qualifiée                                | Aucun                      |
| 2008          | Arménie     | Arménie              | Aucun                                        | Irlande                    |
| 2009          | Norvège     | Azerbaïdjan          | Non qualifiée                                | Aucun                      |
| 2010          | Danemark    | Belgique             | Non qualifiée                                | Aucun                      |
| 2011          | Lituanie    | Lituanie             | Non qualifiée                                | Aucun                      |
| 2014          | Pays-Bas    | Suisse               | Aucun                                        | Allemagne                  |
| 2015          | Suède       | Suède                | Aucun                                        | Aucun                      |
| 2016 Jury     | Ukraine     | Ukraine              | Aucun                                        | Aucun                      |
| 2016 Télévote | Ukraine     | Ukraine              | Autriche Belgique                            | Allemagne Belgique Ukraine |
| 2017 Jury     | Portugal    | Portugal             | Aucun                                        | Australie                  |
| 2017 Télévote | Belgique    | Portugal             | Aucun                                        | Royaume-Uni                |
| 2018 Jury     | Autriche    | Suède                | Non qualifiée                                | Aucun                      |
| 2018 Télévote | Ukraine     | Ukraine              | Non qualifiée                                | Allemagne                  |
| 2019 Jury     | Australie   | Australie            | Non qualifiée                                | Aucun                      |
| 2019 Télévote | Islande     | Islande              | Non qualifiée                                | Aucun                      |
| 2021 Jury     | Saint-Marin | Grèce                | Non qualifiée                                | Saint-Marin                |
| 2021 Télévote | Ukraine     | Finlande             | Non qualifiée                                | Aucun                      |
| 2022 Jury     | Ukraine     | Suède                | Aucun                                        | Aucun                      |
| 2022 Télévote | Ukraine     | Suède                | Ukraine                                      | Allemagne Belgique Irlande |
| 2023 Jury     | Israël      | Pas de jury          | Aucun                                        | Pas de jury                |
| 2023 Télévote | Ukraine     | Slovénie             | Ukraine                                      | Lituanie Ukraine           |
| 2024 Jury     | Suisse      | Pas de jury          | Non qualifiée                                | Pas de jury                |
| 2024 Télévote | Ukraine     | Ukraine              | Non qualifiée                                | Aucun                      |
| 2025 Jury     | Suisse      | Pas de jury          | Aucun                                        | Pas de jury                |
| 2025 Télévote | Ukraine     | Ukraine              | Irlande Islande                              | Pays-Bas                   |